# Пахомовка (Ленинградская область)
Пахо́мовка (ижор. Venakontsa) — деревня в Вистинском сельском поселении Кингисеппского района Ленинградской области.

## Название
Деревня Вотский Конец была переименована в 1918 году в честь уроженца деревни, большевика Павла Леонтьевича Пахомова (1890—1943), бывшего в 1918—1920 годах председателем Исполнительного комитета Петроградского губернского Совета.

## История
Впервые упоминается в Писцовой книге Водской пятины 1500 года как сельцо Вотской Конец в Каргальском погосте Копорского уезда.
Затем как деревни Andriefsina by и Votschoi Konetz by в Каргальском погосте (западной половине) в шведских «Писцовых книгах Ижорской земли» 1618—1623 годов.
На карте Ингерманландии А. И. Бергенгейма, составленной по шведским материалам 1676 года, обозначены две смежные деревни Androfsinaby и Wänäkonetsby.
На шведской «Генеральной карте провинции Ингерманландии» 1704 года — они же Androfsina и Wenekonetz.
Деревня Андровсина упомянута на «Географическом чертеже Ижорской земли» Адриана Шонбека 1705 года.
Мыза Андреищино обозначена на карте Ингерманландии А. Ростовцева 1727 года.
На карте Санкт-Петербургской губернии Я. Ф. Шмидта 1770 года упомянуты деревни Андреевщина и Волскоконец.
Деревни являлись вотчиной императора Александра I из которой в 1806—1807 годах были выставлены ратники Императорского батальона милиции.
На карте Санкт-Петербургской губернии Ф. Ф. Шуберта 1834 года обозначена деревня Андреевщина, состоящая из 44 крестьянских дворов и к югу от неё деревня Водцкой Конец.

АНДРЕЕВЩИНА — деревня принадлежит ведомству Ораниенбаумского дворцового правления, число жителей по ревизии: 145 м. п., 159 ж. п.;

ВОЦКОЙ КОНЕЦ — деревня принадлежит ведомству Ораниенбаумского дворцового правления, число жителей по ревизии: 62 м. п., 66 ж. п.;

ВОЦКОЙ КОНЕЦ — деревня принадлежит прапорщику Дель-Фину, число жителей по ревизии: 10 м. п., 14 ж. п. (1838 год)

В пояснительном тексте к этнографической карте Санкт-Петербургской губернии П. И. Кёппена 1849 года записаны деревни:
- Tarinaisi (Андреевщина), количество жителей на 1848 год: эвремейсов — 14 м. п., 15 ж. п., всего 29 человек, ижоры — 139 м. п., 155 ж. п., всего 294 человека
- Wenankontza (Воцкий Конец, Водский Конец), количество жителей на 1848 год: эвремейсов — 5 м. п., 7 ж. п., всего 12 человек, ижоры — 69 м. п., 86 ж. п., всего 155 человек.

Ижоры относились к православному Сойкинскому Николаевскому приходу, эвремейсы — к лютеранскому приходу Сойккола
На карте профессора С. С. Куторги 1852 года упоминаются деревни Андреевщина из 44 дворов и Водцкой Конец.

АНДРЕЕВЩИНА — деревня Ведомства Ораниенбаумского дворцового правления, 10 вёрст по почтовой, а остальное по просёлкам, число дворов — 45, число душ — 142 м. п.;

ВОЦКОЙ КОНЕЦ — деревня Ведомства Ораниенбаумского дворцового правления, 10 вёрст по почтовой, а остальное по просёлкам, число дворов — 22, число душ — 65 м. п.;

ВОЦКОЙ КОНЕЦ — деревня прапорщика Дельфина, 10 вёрст по почтовой, а остальное по просёлкам, число дворов — 4, число душ — 7 м. п. (1856 год)

АНДРЕЕВЩИНА — деревня, число жителей по X-ой ревизии 1857 года: 152 м. п., 174 ж. п., всего 326 чел.

ВОДСКИЙ-КОНЕЦ — деревня, число жителей по X-ой ревизии 1857 года: 75 м. п., 77 ж. п., всего 152 чел.

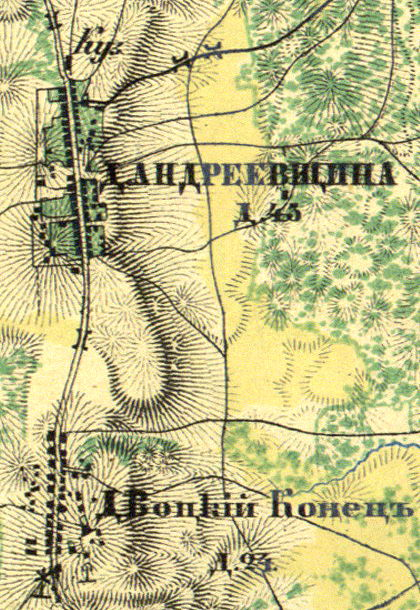
План деревень Андреевщина и Воцкий Конец. 1860 год

Согласно «Топографической карте частей Санкт-Петербургской и Выборгской губерний» в 1860 году деревня Пахомовка представляла собой две смежные деревни: Андреевщина из 43 и Воцкий Конец из 25 дворов.

АНДРЕЕВЩИНА (ТОРИНА) — деревня владельческая при колодцах, число дворов — 40, число жителей: 169 м. п., 171 ж. п.;

ВОЦКИЙ КОНЕЦ (ВЕНКОНЕЦ) — деревня владельческая при колодцах, число дворов — 23, число жителей: 95 м. п., 93 ж. п. (1862 год)

АНДРЕЕВЩИНА — деревня, по земской переписи 1882 года: семей — 63, в них 175 м. п., 165 ж. п., всего 340 чел.

ВОДСКИЙ-КОНЕЦ — деревня, по земской переписи 1882 года: семей — 31, в них 96 м. п., 81 ж. п., всего 177 чел.

В 1883—1885 годах временнообязанные крестьяне деревни Водский Конец выкупили свои земельные наделы у С. А, Е. А., А. А. и С. А. Дельфин и стали собственниками земли.

АНДРЕЕВЩИНА — деревня, число хозяйств по земской переписи 1899 года — 76, число жителей: 224 м. п., 224 ж. п., всего 448 чел.;
 разряд крестьян: бывшие удельные; народность: русская — 13 чел., финская — 432 чел., смешанная — 3 чел.

ВОДСКИЙ-КОНЕЦ — деревня, число хозяйств по земской переписи 1899 года — 43, число жителей: 137 м. п., 118 ж. п., всего 255 чел.;
 разряд крестьян: бывшие удельные; народность: русская — 46 чел., финская — 209 чел.

В конце XIX — начале XX века деревни административно относились к Стремленской волости 2-го стана Ямбургского уезда Санкт-Петербургской губернии. Их население было исключительно ижорским.
По данным «Памятной книжки Санкт-Петербургской губернии» за 1905 год деревня называлась Воцкий Ко́нец (Веноконец).
В 1917 году деревня Пахомовка входила в состав Лужицкой волости Ямбургского уезда.
С 1917 по 1927 год  деревня Андреевщина входила в состав Андреевщинского сельсовета Кингисеппского уезда. С 1917 по 1924 год деревня Пахомовка входила в состав Пахомовского сельсовета Сойкинской волости Кингисеппского уезда.
С 1925 года деревня Пахомовка в составе Сойкинского сельсовета.
Согласно данным переписи населения СССР 1926 года в деревне Андреевщина Андреевщинского сельсовета проживали 337 человек, большинство ижоры, а также русские и финны; в деревне Пахомовка Сойкинского сельсовета проживали 286 человек, большинство ижоры, а также русские и эстонцы.
С 1927 года деревни Андреевщина и Пахомовка в составе Котельского района.
С 1928 года деревня Андреевщина в составе Сойкинского сельсовета. В 1928 году население деревни Андреевщина составляло 337 человек. В 1928 году население деревни Пахомовка составляло 283 человека.
С 1931 года деревни Андреевщина и Пахомовка в составе Кингисеппского района.
По данным 1933 года деревни Андреевщина и Пахомовка входили в состав Сойкинского сельсовета Кингисеппского района.

План деревень Андреевщина и Пахомовка. 1938 год

Согласно топографической карте 1938 года деревня Андреевщина насчитывала 80 дворов, Пахомовка — 69 дворов.
C 1 августа 1941 года по 31 января 1944 года деревни находились в оккупации.
В 1958 году население деревни Андреевщина составляло 15 человек, а деревни Пахомовка — 140 человек.
По данным 1966 года в составе Сойкинского сельсовета существовали две отдельные, смежные деревни Андреевщина и Пахомовка.  
По данным 1973 и 1990 годов существовала единая деревня Пахомовка, которая также входила в состав Сойкинского сельсовета Кингисеппского района.
В 1997 году в деревне Пахомовка проживали 42 человека, в 2002 году — 57 человек (русские — 75 %), деревня входила в состав Сойкинской волости с административным центром в деревне Вистино, в 2007 году — 40 человек.

## География
Деревня расположена в северной части района на автодороге 41К-018 (Копорье — Ручьи).
Расстояние до административного центра поселения — 2 км.
Расстояние до железнодорожной платформы Косколово — 17 км.
Деревня находится на Сойкинском полуострове к востоку от автодороги А180 (E 20) (Санкт-Петербург — Ивангород — граница с Эстонией) «Нарва».

## Демография
| 1862 | 2007 | 2010 | 2017 |
| ---- | ---- | ---- | ---- |
| 528  | ↘40  | ↗43  | ↘40  |

### Национальный состав
Согласно данным Всероссийской переписи населения 2021 года в деревне проживали 38 человек, из них:
 русские — 35, армяне — 2, ижорцы — 1  человек.

## Достопримечательности
- Грунтовый могильник в 0,4 км к юго-востоку от южного конца деревни, на холме 50х40 м, высотой до 6 м[38].
- Стела в честь уроженца деревни П. Л. Пахомова

## Инфраструктура
- Пилорама[39]

## Фото

Жители деревни Пахомовка. 1914 год
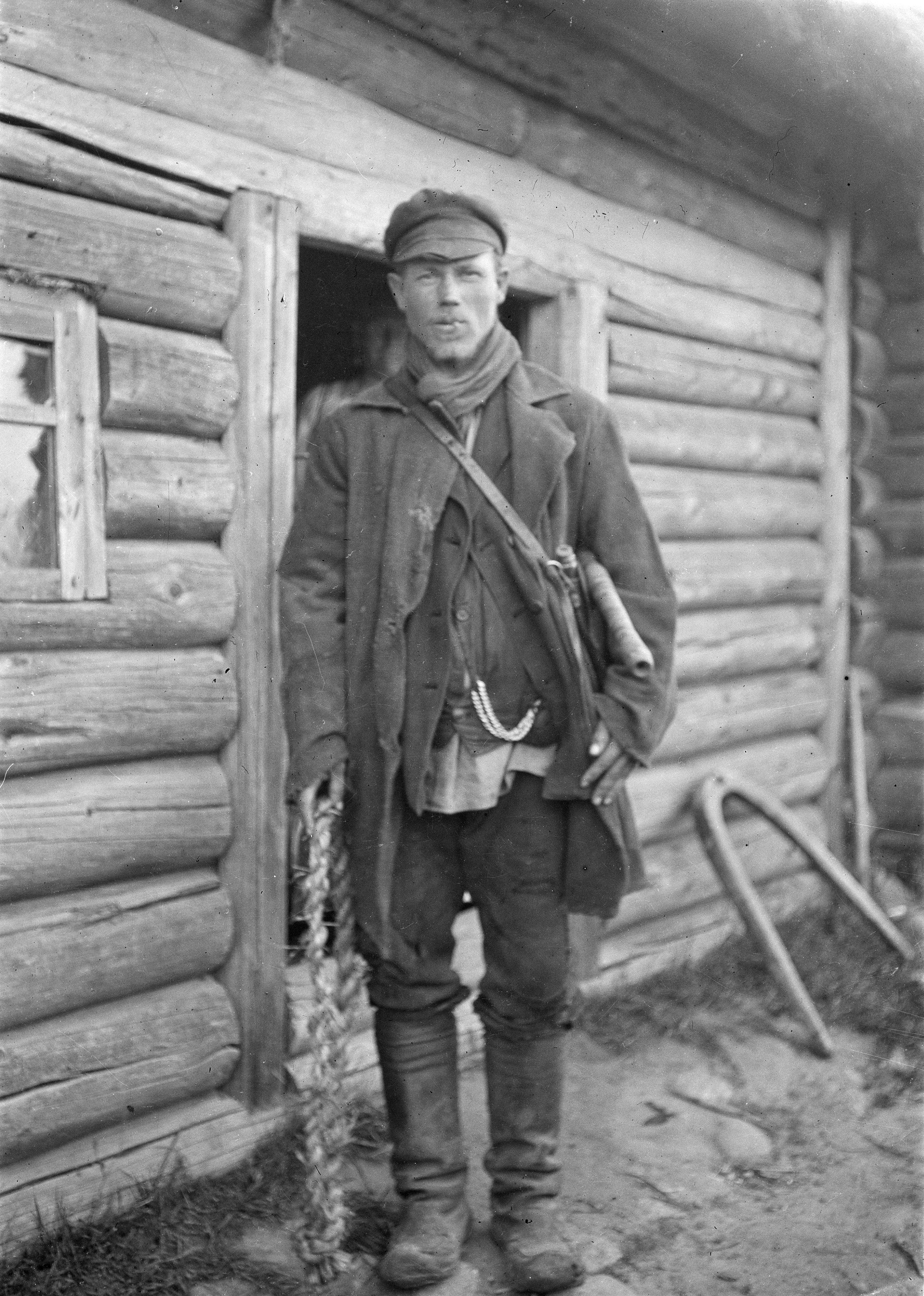
Юрки Оссиппа
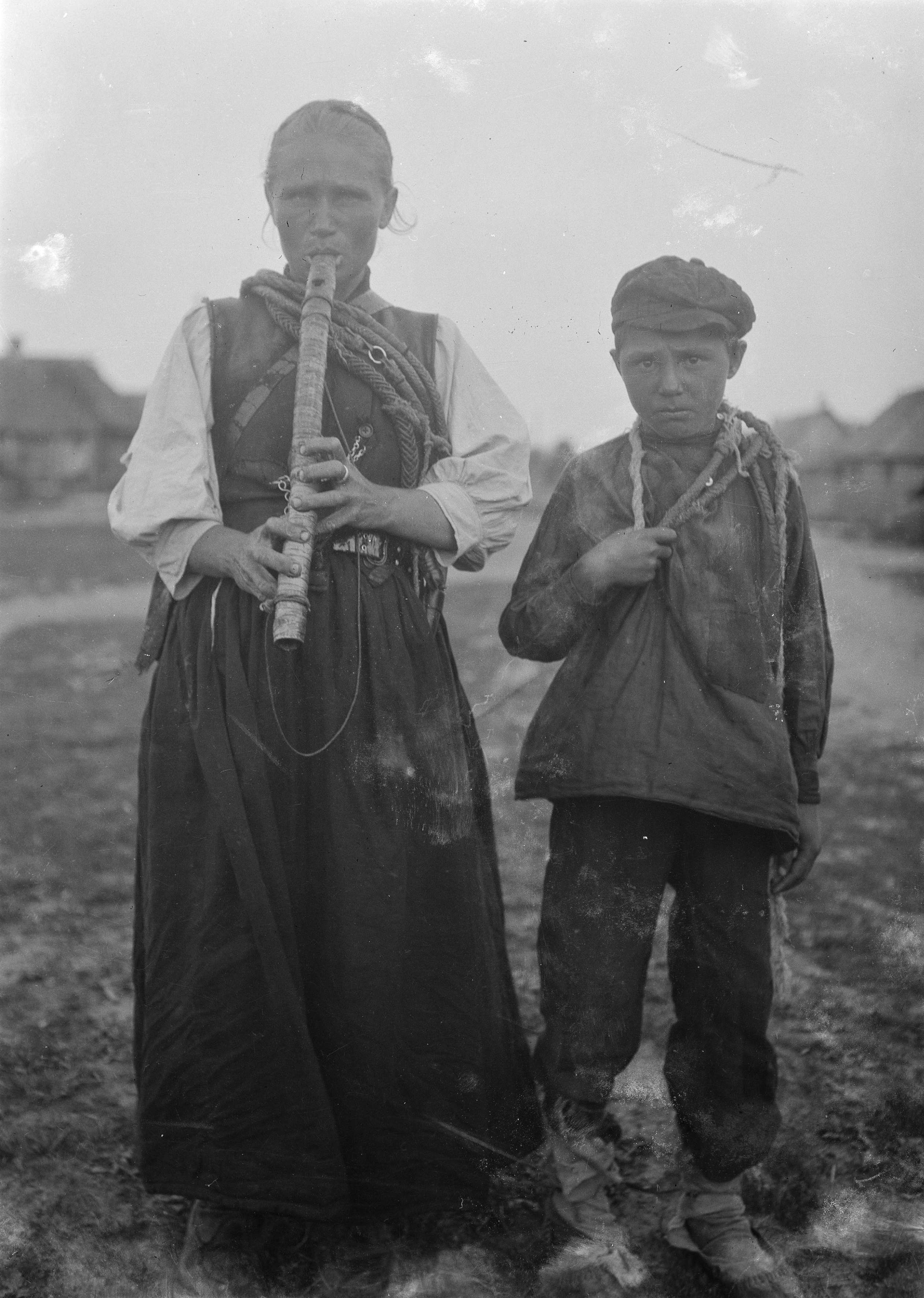
Наталья Вассили
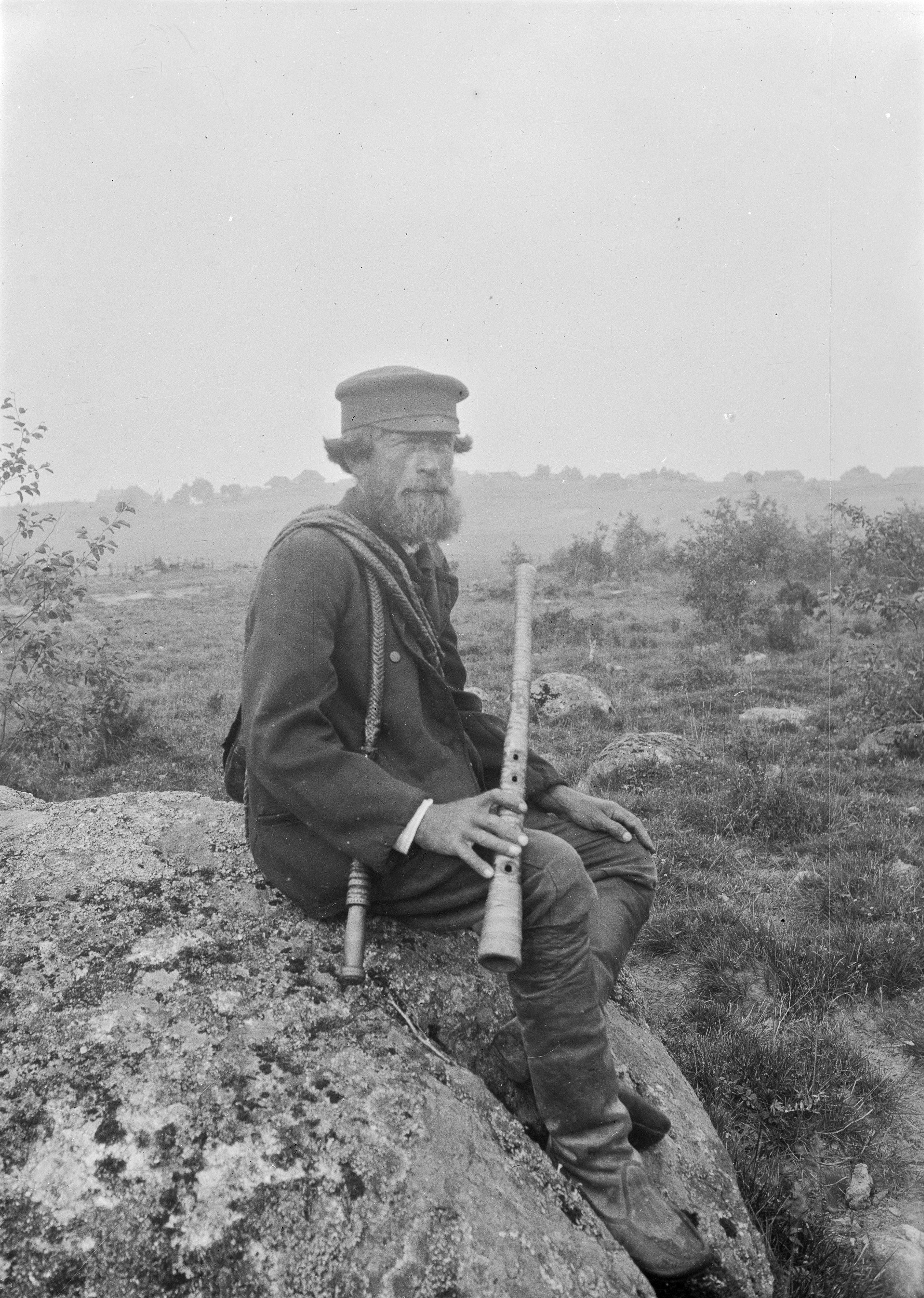
Лемпиико Прокой
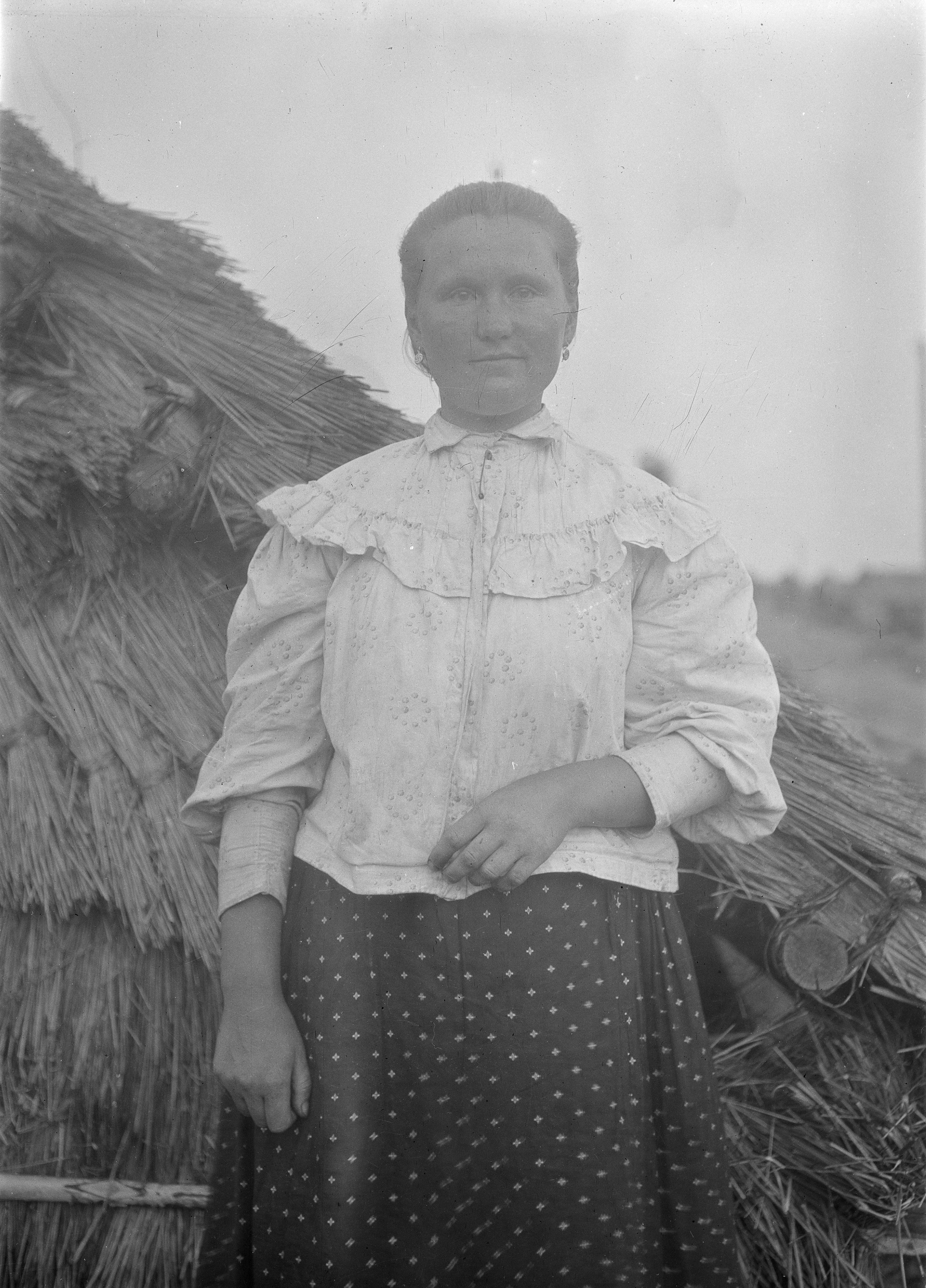
Катри Демидой

## Улицы
Андреевщина, Водский конец, Шведский переулок.